# Marco d’Eramo
Marco d’Eramo (geboren 1947 in Rom) ist ein italienischer Journalist.

## Leben
Marco d’Eramo ist Sohn des faschistischen Philosophielehrers und Rechtshegelianers Pacifico d’Eramo und der Schriftstellerin Luce d’Eramo. Die Ehe der Eltern ging auseinander, und Marco d’Eramo lebte bei seiner Mutter. Anfang der 1960er Jahre zog d’Eramo für eine Zeit nach Glashütten im Taunus, wo er Deutsch lernte.
D’Eramo studierte theoretische Physik in Rom. Später war er Student beim Soziologen Pierre Bourdieu an der École des Hautes Études en Sciences Sociales in Paris und arbeitete danach als Journalist. D’Eramo schrieb vornehmlich für die Zeitung Il Manifesto, zu deren Gründern er gehörte und für die er das Auslandsressort leitete und sich als Korrespondent in den USA aufhielt. 2012 verließen Rossana Rossanda, er und andere Autoren die Zeitung. Er schreibt für die taz, New Left Review und MicroMega und lebt in Rom.
D’Eramo äußerte sich 2016 in der Zeitschrift Lettre International zu der für 2017 angesetzten Volksabstimmung in der Türkei sehr skeptisch und zog einen Vergleich der Regierung Recep Tayyip Erdoğans zu dem Herrschaftsmodell Mussolinis.

## Schriften (Auswahl)
- Rinascita di un partito: i socialisti francesi, 1971–1975. Lerici, Cosenza 1976
- L'Immaginazione senza potere : mito e realtà del '68. Mondo operaio, Rom 1978
- I nuovi filosofi. Lerici, Cosenza 1978
- Il maiale e il grattacielo : Chicago, una storia del nostro futuro. Feltrinelli, Mailand 1995
  - Das Schwein und der Wolkenkratzer: Chicago: eine Geschichte unserer Zukunft. Deutsch von Friederike Hausmann und Rita Seuss. Kunstmann, München 1996
- Lo sciamano in elicottero: per una storia del presente. Feltrinelli, Mailand 1999
- Via dal vento: viaggio nel profondo sud degli Stati Uniti. Manifestolibri, Rom 2004
- Marco Bascetta; Marco d'Eramo: Moderato sarà lei. Manifestolibri, Rom 2008
- Erdoğans Regime. Ein Warnruf von Marco d'Eramo, aus dem Italienischen von Rita Seuss, Lettre international, Frühjahr 2016, Nr. 112
- Das wahre Rom. Marco d'Eramo durchleuchtet die Ewige Stadt, aus dem Italienischen von Rita Seuss, Lettre international, Winter 2017, Nr. 119
- Il selfie del mondo : indagine sull'età del turismo. Mailand: Feltrinelli, 2017
  - Die Welt im Selfie. Eine Besichtigung des touristischen Zeitalters, aus dem Italienischen von Martina Kempter, Suhrkamp, Berlin, 2018